# Свети Димитър (Горно Ботево)
Вижте пояснителната страница за други значения на Свети Димитър.
„Свети великомъченик Димитър“ е православна църква в старозагорското село Горно Ботево, България. Църквата е част от Старозагорската епархия на Българската православна църква.

## История
Църквата е построена в 1877 година. Иконостасът е дело на дебърски майстори от рода Филипови, начело с Йосиф Филипов.